# Líneas universitarias de la EMT Madrid
Se conocen como universitarias las líneas A, E, F, G, H y U de la EMT de Madrid. Tienen la particularidad de que conectan las zonas universitarias con los intercambiadores de transportes más cercanos. Debido a que no dan servicio a otras zonas, tienen frecuencias y horarios diferentes al de otras líneas. 

## Líneas
Se pueden categorizar en tres grupos según a qué instalaciones dan servicio: el Campus de Somosaguas (líneas A y H), el Politécnico de Vallecas (línea E), o la Ciudad Universitaria (líneas F, G y U).

### Campus de Somosaguas: líneas A y H
Las líneas A y H conectan en pocas paradas el Campus de Somosaguas de la Universidad Complutense con los intercambiadores de Moncloa y Aluche, respectivamente. Pese a que salen del término municipal de Madrid, su tarificiación corresponde por completo a la zona A.

### Campus Sur de la Universidad Politécnica de Madrid: línea E
La línea E conecta las estaciones de Conde de Casal y Sierra de Guadalupe pasando por el Campus de Vallecas de la Universidad Politécnica. Es la única línea universitaria que pasa por una zona universitaria, en lugar de terminar en ella.

### Ciudad Universitaria: líneas F, G y U

Esquema de las líneas F, G y U

Las líneas F y G conectan la Ciudad Universitaria (con cabecera en la facultad de Filosofía y Letras) con los intercambiadores de Cuatro Caminos y Moncloa, respectivamente. La línea F da así servicio a la zona norte-noreste de la Ciudad Universitaria y a la zona de la estación de Vicente Aleixandre, mientras que la línea G hace lo propio con la zona sur, sirviendo también a la avenida Complutense y a la estación de metro de Ciudad Universitaria.
La línea U discurre plenamente por la Ciudad Universitaria: parte del Paraninfo, en el norte, y recorre éste para luego dar servicio a la Avenida Complutense junto a la línea G; junto a la cual discurre hasta la plaza del Cardenal Cisneros, para luego discurrir por la parte más al sur de la Ciudad Universitaria. Establece su cabecera cerca de la avenida Séneca, desde donde se puede tomar la línea A hacia Somosaguas.

### Línea I
La línea I conectaba la Ciudad Universitaria (con cabecera en la Avenida Complutense) con el Campus de Somosaguas. Dejó de prestar servicio el 23 de septiembre de 2013.

## Frecuencias
Debido a la naturaleza de estas líneas, las frecuencias en hora punta son muy altas (entre 2 y 10 min; siendo las de una línea regular de entre 8 y 15 min) y en hora valle son considerablemente más bajas. Además, excepto las líneas A y H, ninguna presta servicio en sábados o en los periodos no lectivos. Las que sí circulan lo hacen con tiempos de paso de entre 30 y 65 min; más parecidos a los de una línea interurbana.
| Línea | Lunes a viernes lectivos | Lunes a viernes lectivos | Sábados      | Laborables no lectivos (verano, Semana Santa, etc.) |
| Línea | hora punta               | hora valle               | Sábados      | Laborables no lectivos (verano, Semana Santa, etc.) |
| ----- | ------------------------ | ------------------------ | ------------ | --------------------------------------------------- |
| A     | 2-6                      | 5-11                     | 30-60        | 30-60                                               |
| E     | 8-11                     | 9-18                     | Sin servicio | Sin servicio                                        |
| F     | 5-10                     | 10-21                    | Sin servicio | Sin servicio                                        |
| G     | 3-8                      | 6-11                     | Sin servicio | Sin servicio                                        |
| H     | 5-10                     | 10-25                    | Sin servicio | 30-65                                               |
| U     | 7-10                     | 10-19                    | Sin servicio | Sin servicio                                        |

## Número de viajeros
En 2019, la línea universitaria más usada fue la G, con 1 669 578 viajeros. La siguen la A, con 1 642 483, la F (con 889 624) y la U (570 822). La E fue la menos usada, con solo 342 472, cerca de un quinto de los que tuvo la G.